# Bohumír Bylanský
Bohumír Bylanský, O.Cist., též Gottfried Bylansky, (27. března 1724 Prachatice – 21. červenec 1788 Chýnov) byl v letech 1755–1785 historicky posledním opatem cisterciáckého kláštera v jihočeské Zlaté Koruně.

## Život
Narodil se jako František Antonín Bylanský v roce 1724 v Prachaticích. Do zlatokorunského kláštera vstoupil v roce 1743 a o šest let později byl vysvěcen na kněze již jako doktor teologie. V roce 1755 byl ve Zlaté Koruně zvolen (v 31 letech) opatem. Podařilo se mu klášter dostat z velkých dluhů. Velice se zajímal o zemědělství, a z jeho příkazu se na klášterních statcích začalo zkoušet pěstování bource morušového.
Důsledně dbal na dodržování řádových pravidel mezi mnichy (o úspěšnosti jeho snah svědčí fakt, že při vizitaci kláštera v roce 1763 neměli vizitující k poměrům v komunitě žádné připomínky či námitky). Snažil se klášter zvelebit i materiálně, dal zřídit hvězdárnu, a rozšiřoval fondy klášterní knihovny o soudobou teologickou literaturu. Rovněž byl zvelebován konventní kostel. Opat rovněž podporoval chudé a klášterním poddaným dával možnost vymanit se z robotních povinností.
V roce 1785 byl zlatokorunský klášter z nařízení císaře Josefa II. zrušen. Komunita 36 mnichů byla nucena se rozptýlit se lhůtou do dubna 1786. Opat Bylanský přijal pohostinství Schwarzenbergů na zámku v Chýnově. Zde prožil poslední léta života, zemřel zde a je pohřben v chýnovském kostele.